# Korobitsynite
La korobitsynite è un minerale appartenente al gruppo della nenadkevichite.

## Etimologia
Il nome è in onore dell'amatore e collezionista russo Mikhail Fedorovich Korobitsyn (1928-1996), che ha dato contributi significativi allo studio del deposito alcalino di Lovozero.